# Заварной крем
Заварной крем — кондитерский крем, приготовленный методом варки из молока, сливок или воды, яиц, сахара, муки или крахмала.
Заварной крем может использоваться как сладкий соус, на его основе готовят и более сложные блюда: десерты, муссы, суфле, пудинги и кремы. Заварной крем широко используется при приготовлении кондитерских изделий: им поливают торты и пропитывают коржи (наполеон, бостонский торт), заполняют им пирожные (эклеры, профитроли, релижьёз), тарты, шукеты и тарталетки (яичный тарт), и прочие десерты (трайфл, тяван-муси, крем-брюле). Также на его основе готовят мороженое.
Заварной крем можно запекать, что превращает его в полноценный десерт.